# 九军战争
暹緬戰爭 (1785年–1786年)是暹羅（泰國）拉達那哥欣王國與緬甸貢榜王朝之間的一場戰爭。這場戰爭被泰國人稱為九軍戰爭，因緬甸共派遣九支軍隊入侵暹羅而得名。
1785年早期，緬甸王波道帕耶派兵佔領普吉島，防止外國兵船來到暹羅，但此次入侵被暹羅擊退。1785年10月，波道帕耶試圖像先前征服阿瑜陀耶王國那樣再度征服暹羅，他派遣四路大軍入侵清邁府、達府、北碧府和普吉島，緬軍總人數達到五萬人。緬甸軍隊遭到暹羅人的頑強抵抗，損失十分慘重。這也是緬甸最後一次全面入侵暹羅。